# Argiolestes realensis
Argiolestes realensis är en trollsländeart som beskrevs av Gapud och Recuenco 1993. Argiolestes realensis ingår i släktet Argiolestes och familjen Megapodagrionidae. IUCN kategoriserar arten globalt som sårbar. Inga underarter finns listade i Catalogue of Life.